# Gunnar Sparr
Gunnar Sparr, född 1942 i Karlskoga, är en svensk matematiker.
Sparr är  professor emeritus i matematik vid Lunds tekniska högskola. Han disputerade 1972 vid Lunds universitet med avhandlingen Interpolations of Several Banach Spaces under Jaak Peetres handledning. 
Under 1990- och 2000-talet har Sparr främst arbetat med tillämpad matematik, närmare bestämt bildanalys och datorseende. Han har varit en nyckelperson i upprättandet av forskningsgruppen The Mathematical Imaging Group som under 00-talet var den största forskningsgruppen vid Matematikcentrum vid Lunds universitet.
Enligt Mathematics Genealogy Project har Sparr handlett 13 doktorander vid Lunds tekniska högskola. Flertalet av dessa fortsatte sin forskning inom bildanalys och datorseende vid Lunds tekniska högskola och Malmö högskola.
Sparr är författare till böckerna Linjär algebra och Kontinuerliga system som utkommit i flera upplagor. Linjär algebra behandlar de grundläggande momenten inom linjär algebra: linjära ekvationssystem, vektorer, matriser, determinanter och egenvärden. Kontinuerliga system behandlar områden inom Partiell differentialekvation, Fourierserier, Hilbertrum, Distribution samt tar upp några speciella funktioner som Gammafunktionen och Besselfunktionen.
2011 belönades Sparr med Engeströmska medaljen från Kungliga Fysiografiska Sällskapet.